# Cathay-Pacific-Flug 033
Cathay-Pacific-Flug 033 (Flugnummer: CX033, Funkrufzeichen CATHAY 033) war ein internationaler Linienflug der Cathay Pacific von Hongkong nach Bangkok mit einem Zwischenstopp in Saigon in Südvietnam. Am 5. November 1967 verunglückte auf diesem Flug die Convair CV-880-22M-3 VR-HFX, als die Maschine nach einem Reifenschaden während des Startlaufs seitlich von der Startbahn abkam und in die Kowloon-Bucht stürzte. Bei dem Unfall, bei dem der Rumpf in zwei Teile zerbrach, kam ein Passagier ums Leben.

## Flugzeug
Bei der Maschine handelte es sich um eine Convair CV-880-22M-3 mit der Werknummer 22-00-37 und der Modellseriennummer 37, die im Jahr 1963 im Werk der Convair in San Diego, Kalifornien endmontiert worden war. Die Maschine wurde dann an die venezolanische VIASA ausgeliefert, bei der sie bis November 1965 in Betrieb war, ehe sie mit einer Gesamtbetriebsleistung von 5.799 Betriebsstunden von der Cathay Pacific übernommen wurde. Am 22. November 1965 traf die Maschine in Hongkong ein. Die Cathay Pacific ließ sie mit dem Luftfahrzeugkennzeichen VR-HFX zu. Das vierstrahlige Mittelstrecken-Schmalrumpfflugzeug war mit vier Turbojettriebwerken des Typs General Electric CJ-805-3 ausgestattet. Bis zum Zeitpunkt des Unfalls hatte die Maschine eine Gesamtbetriebsleistung von 11.369 Betriebsstunden absolviert.

## Passagiere und Besatzung
Den Flug von Hongkong nach Saigon hatten 116 Passagiere angetreten. Es befand sich eine elfköpfige Besatzung an Bord der Convair, bestehend aus einer vierköpfigen Cockpitbesatzung und einer siebenköpfigen Kabinenbesatzung:
- Der 34-jährige Flugkapitän W. R. Jackson-Smith besaß seit Februar 1965 eine Musterberechtigung für die Convair CV-880. Er verfügte über 7.031 Stunden Flugerfahrung, von denen er 1.320 Stunden im Cockpit der Convair CV-880 absolviert hatte.
- Der ebenfalls 34-jährige Erste Offizier I. P. Steven besaß seit Januar 1966 eine Musterberechtigung für die Convair CV-880. Von seinen 6.812 Stunden Flugerfahrung hatte er 1.107 Stunden im Cockpit der Convair CV-880 abgeleistet.
- Der 30-jährige Flugingenieur J. K. Hickey war im September 1967 auf der Convair CV-880 ausgebildet worden. Er verfügte über 1.534 Stunden Flugerfahrung, davon hatte er 171 Stunden im Cockpit der Convair CV-880 abgeleistet.
- Der 44-jährige Prüfkapitän J. R. E. Howell verfügte über 19.567 Stunden Flugerfahrung, wovon er 2.658 Stunden im Cockpit der Convair CV-880 absolviert hatte. Den betroffenen Flugzeugtyp flog er seit Erhalt seiner Musterberechtigung im Jahr 1963 regelmäßig.
- Zu der Kabinenbesatzung gehörten der dienstälteste Purser Chir Yung-Mur, der Purser Chen Chia-Lun sowie die Flugbegleiterinnen Chen Chia-lun, Li Si-Yun, Lai-Tak Chan, Lam Pui-sheung, Warunee Werewatnapagool und Fumiko Kataoka.

## Unfallhergang
Flug CX033 war ein Linienflug der Cathay Pacific von Hongkong nach Bangkok mit einem zusätzlichen Zwischenstopp in Saigon, um dort gestrandete Passagiere zu befördern. Ein Prüfkapitän nahm an dem Flug teil. Der Erste Offizier steuerte die Maschine vom linken Pilotensitz aus, während der Flugkapitän vom rechten Sitz die Vorgänge überwachte. Der Prüfkapitän hatte auf dem Jump Seat hinter dem Ersten Offizier Platz genommen, um von dort aus die Handlungen beider Piloten überwachen zu können. Um 10:31 Uhr begann die Maschine vom Gate zum Startpunkt der Startbahn 13 zu rollen. Die Flugsicherung übermittelte die Windgeschwindigkeit von 010/10 Knoten und erteilte die Startfreigabe, welche die Besatzung bestätigte. Der Startlauf begann um 10:34 Uhr. Der Erste Offizier erhöhte die Triebwerksleistung auf 1,5 EPR, woraufhin der Flugingenieur die Triebwerke auf Vollschub brachte. Die Maschine beschleunigte normal, jedoch traten, wie der Erste Offizier später angab, kurz vor Erreichen einer Geschwindigkeit von 120 Knoten (ca. 222 km/h) starke Vibrationen auf. Die Vibrationen nahmen zu und der Erste Offizier beschloss, den Start abzubrechen. Er rief den Startabbruch aus, betätigte die Schubhebel, legte eine Vollbremsung ein und fuhr die Störklappen aus. Der Startabbruch wurde zügig eingeleitet, lediglich das Aktivieren des Umkehrschubs erfolgte mit vier bis fünf Sekunden Verzögerung. Nach dieser Zeitspanne wurde Umkehrvollschub eingestellt. Nach Einleiten des Startabbruchs war zunächst keine spürbare Abnahme der Beschleunigungsrate zu vernehmen, bis nach Erreichen einer Geschwindigkeit von 133 Knoten (ca. 246 km/h) die Geschwindigkeit zwei Sekunden lang zögerlich auf 137 Knoten (ca. 254 km/h) stieg, wonach die Maschine erst langsamer wurde. Beide Piloten bremsten voll, aber keiner der beiden konnte feststellen, dass sich das Antiblockiersystem aktiviert hätte. Die Maschine lief zu Beginn des Bremsvorgangs noch ein Stück geradeaus, begann dann jedoch nach rechts auszubrechen. Es wurde noch versucht, mit dem Seitenruder gegenzusteuern, womit der Rechtsdrall der Maschine nicht aufgehalten werden konnte. Die Piloten versuchten schließlich, die Maschine durch eine asymmetrische Bremsung wieder in einen Geradeauslauf zu bringen, wobei sie die rechte Bremse schließlich vollständig lösten, während die linke auf maximale Verzögerung gebracht worden war. Gleichzeitig wurden das Bugrad nach links ausgerichtet und das Seitenleitwerk für einen Linkskurs vollausgeschlagen. Diese Handlungen waren nur teilweise wirksam und konnten das Abkommen der Maschine nach rechts von der Startbahn nicht verhindern. Die Maschine rollte neben der Start- und Landebahn auf den Grünstreifen, überrollte schließlich auch den Damm und stürzte dahinter in die Kowloon-Bucht. Beim Aufprall auf das Wasser rissen alle vier Triebwerke ab. Die Bugsektion wurde eingedrückt und der Rumpf brach an zwei Stellen zwischen der Tragflächenwurzel und dem Cockpit. Das Flugzeug drehte sich nach rechts und kam etwa 400 Fuß von der Ufermauer entfernt zum Stehen. Bei dem Aufprall wurden 27 Passagiere und eine Flugbegleiterin verletzt. Eine Passagierin starb, als die Rumpfoberseite über ihr auseinanderbrach und sie am Kopf traf. Der Wasserspiegel in dem Wrack stieg zügig, die Passagiere flüchteten durch die Risse im Rumpf ins Freie.

## Ursache
Der Unfallbericht wurde nach einer zehnmonatigen Unfalluntersuchung im September 1968 veröffentlicht. Als Unfallursache wurde ein Steuerbarkeitsverlust angegeben, der sich aus einer plötzlichen Ablösung der Lauffläche des rechten Bugfahrwerkreifens ergab. Ferner wurde das Unvermögen der Besatzung genannt, die Maschine innerhalb einer angemessenen Distanz zum Stehen zu bringen. Hierzu sei es durch die asymmetrische Bremsung, Bremsleistungseinbußen und eine erhöhte Rückenwindkomponente gekommen sowie durch eine Überschreitung des Flugzeuggewichts gegenüber den zur Kalkulation der Beschleunigungs- und Bremsleistung üblicherweise verwendeten Parametern.